# Gojong av Korea
Gojong av Korea, född 1852, död 1919, var en koreansk monark. Han var Koreas monark från 1863 till 1907: först med titeln kung, och från 1897 med titeln kejsare. Han besteg tronen som omyndig och stod under förmynderskap fram till 1873. Han avsattes av japanerna 1907 och hölls sedan isolerad i Deoksupalatset. Han är idag den senaste statschef som regerat över ett enat och officiellt självständigt Korea.

## Biografi
Gojong var son till prins Heungseon Daewongun och Sunmok. Hans far var ättling till kung Injo av Korea (1595–1649). När kung Cheoljong avled utan arvinge år 1864, valdes hans efterträdare ut bland de avlägsna kungliga släktingarna av de tre änkedrottningarna: Sinjeong (Heonjongs mor); Myeongheon (Heonjongs änka) och Cheorin (Cheoljongs änka). Gojong valdes med argumentet att han var den närmaste släktingen till den avlidna kungen. Han valdes ut framför sin far, trots att fadern var vuxen och var den som Gojongs anspråk utgick från. Gojong var omyndig, och riket styrdes formellt av änkedrottning Sinjeong, som till namnet var regent, och i praktiken av kungens far Heungseon Daewongun, som Sinjeong tillät utöva den verkliga makten.
Gojong myndigförklarades först 1873, vid 22 års ålder. Som myndig överlät han alla regeringsangelägenheter på sin fru Min Myongsong, som drog igång omfattande moderniseringsprogram för att försvara Korea mot Japan, som därför mördade henne 1895. Japans tryck på Korea växte därefter alltmer. Gojong lät utropa Korea till ett kejsardöme 1897. Han kunde dock inte förhindra Japans växande inflytande. År 1907 avsattes han av japanerna och efterträddes av sin son. Han levde sedan i princip i husarrest. Japanerna tog 1910 formellt över Korea.

## Familj
Gojong var gift med Min Myongsong och hade 13 bihustrur. Bland hans 13 barn fanns: 
1. Sunjong av Korea
2. Euimin av Korea
3. Yi Kang
4. Prinsessan Deokhye av Korea

## Galleri

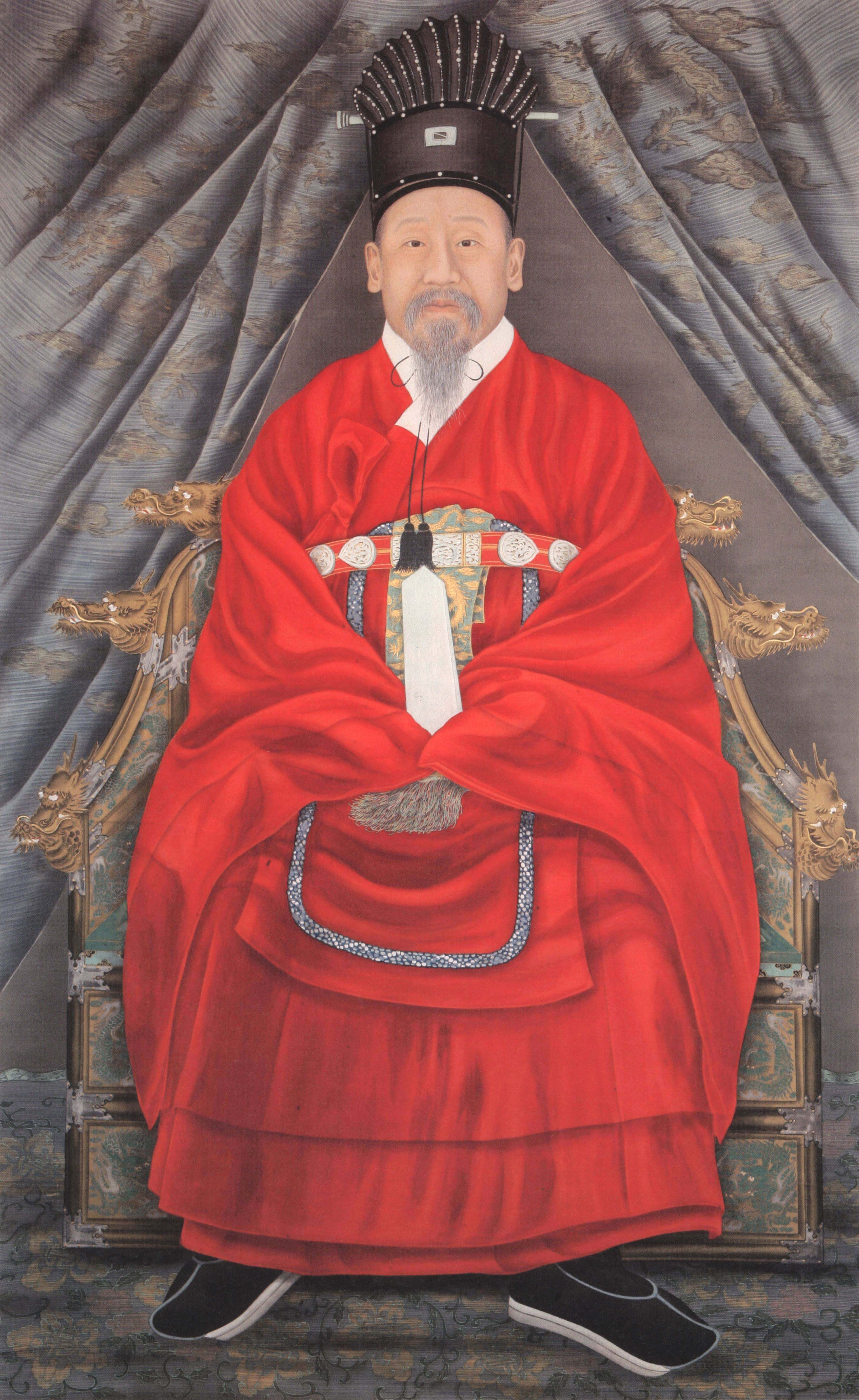
Gojong av Korea
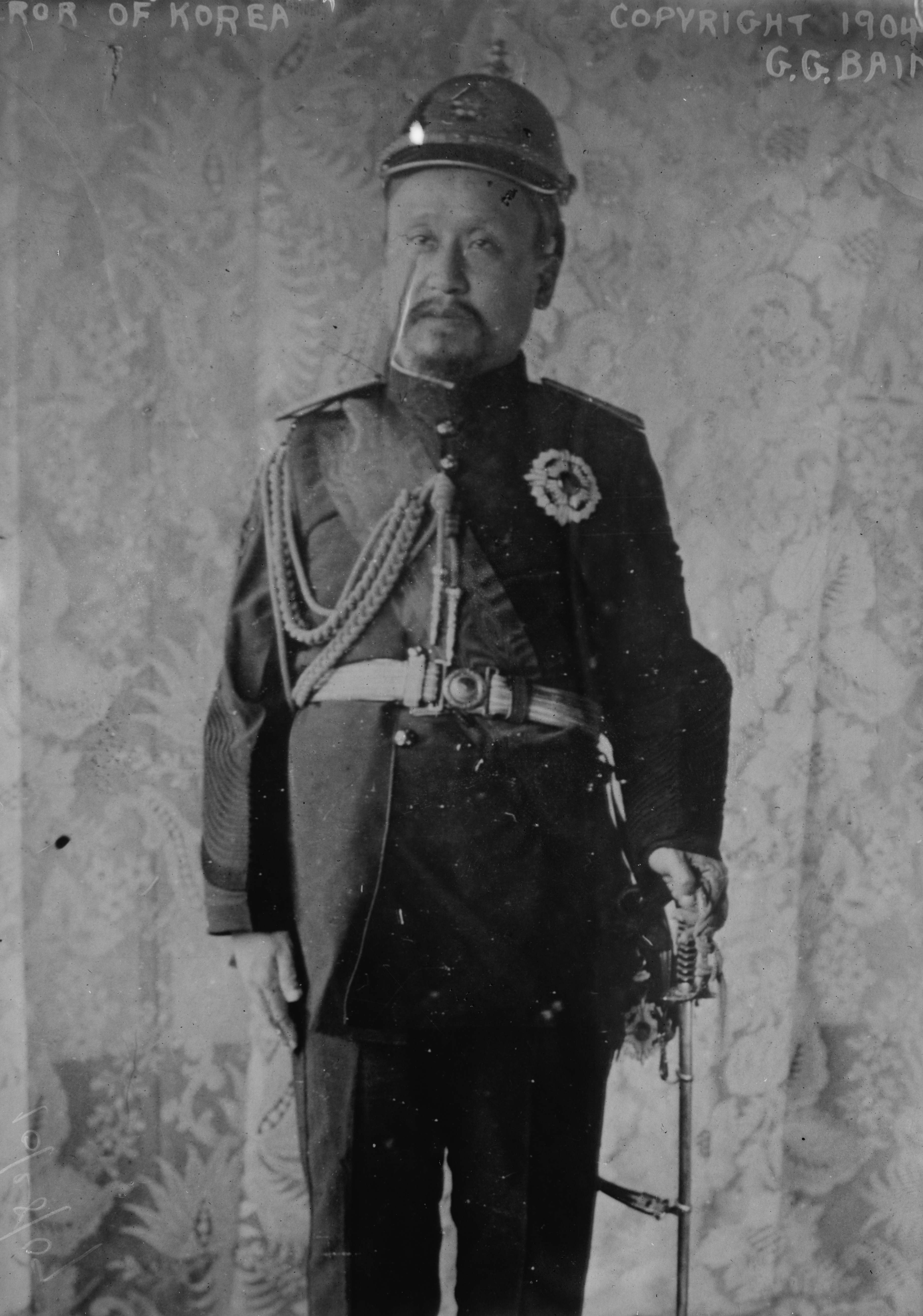
Gojong av Korea (1904).